# Georges-L. Godeau
Pour les articles homonymes, voir Godeau.
Georges-Léon Godeau, qui signait ses textes Georges L. Godeau, né à Villiers-en-Plaine (Deux-Sèvres) le 11 mars 1921 et mort le 22 janvier 1999 à Niort, est un poète français, ingénieur de formation.

## Biographie
Sa vie se déroule près de Niort dans le marais poitevin. Il est ingénieur des travaux publics de 1943 à 1981. 

## Poésie
Ses textes, généralement en prose, sont des tableaux de la vie quotidienne de gens de tous genres et de tous âges, avec une nette préférence pour le petit peuple de sa province. 
Il les fait paraître dans des journaux et des revues de toutes sortes, depuis L'Agriculteur des Deux-Sèvres, Le Journal paroissial de Limoges, L'Équipe et La Croix, jusqu'à la NRF, Esprit, Europe, Théodore Balmoral. Il les recueille dans près d'une vingtaine d'ouvrages, dont le premier à être abouti, Les Mots difficiles, paraît en 1962 chez Gallimard.
Sa poésie a été traduite en plusieurs langues, dont le japonais (plus de 500 poèmes), l'ukrainien, le russe et l'allemand.

### Distinction
- Prix Max-Pol-Fouchet.

## Œuvres
- Javelines, poèmes, avant-dire de Paul Bay, Paris, La Tribune des poètes, 1953
- Rictus, Paris, revue Quo vadis, 1954
- Myriella, avec un prélude de Louis de Gonzague-Frick, Niort, les Héliades, 1956 Prix Alfred-de-Pontécoulant de l’Académie française en 1957
- Vent de rien, éditions Le Pain du pauvre, 1958
- Les Mots difficiles, Gallimard, 1962
- Les Foules prodigieuses, editions Chambelland, 1970
- Le Fond des choses, éditions Saint-Germain-des-Prés, 1974
- À tête reposée, éditions de la Mule, 1978
- Quand les jours, La Corde raide, 1979
- Venez, je vous emmène, Éditions Ouvrières, 1979
- Déjà, L'Apprentypographe, 1983
- D'un monde à l'autre, Ipomée, 1984
- Carton, Le Pavé, 1984
- Votre vie m'intéresse, anthologie, Le Dé bleu, 1985, rééd. 2000
- C'est comme ça, Le Dé bleu/Le Castor astral, 1988
- Avec René Char, Le Dé bleu, 1989
- L'Œil écrit, catalogue d'exposition, bibliothèque municipale de Niort et centre d'action culturelle du Moulin du Roc, 1989
- Après tout, Le Dé bleu, 1991
- Rencontre avec Georges L. Godeau, catalogue d'exposition, bibliothèque municipale d'Anglet, 1992
- On verra bien, avec une présentation en quatrième de couverture par Yves Leclair, Le Dé bleu, 1995
- La vie est passée, Le Dé bleu, 2002